# HKFilm
Công ty Cổ phần Sản xuất phim Hoan Khuê (tên tiếng Anh: Hoan Khue Film Production Joint Stock Company, gọi tắt là HK Film JSC hoặc HKFilm JSC), hay còn gọi với cái tên là Hãng phim Hoan Khuê, Hãng phim HK, HK Film và HKFilm, là một công ty kinh doanh trong lĩnh vực phim ảnh tại Việt Nam do Nguyễn Trinh Hoan và Nguyễn Nữ Như Khuê sáng lập, chuyên sản xuất các phim điện ảnh, truyền hình và các chương trình truyền hình, chiếu mạng. Trụ sở của công ty đặt tại số 24A đường Trần Bình Trọng, Phường Bình Lợi Trung, Thành phố Hồ Chí Minh.

## Lịch sử

### 2005–2012: Giai đoạn thành lập và phát triển ban đầu
HKFilm được thành lập vào ngày 10 tháng 5 năm 2005 bởi nhà quay phim Trinh Hoan và đạo diễn Nguyễn Nữ Như Khuê. Trong những năm đầu hoạt động, công ty đã tập trung vào các dịch vụ hỗ trợ sản xuất như cho thuê thiết bị quay phim, cung cấp hậu kỳ kỹ thuật và vận hành phim trường. Bên cạnh đó, đơn vị cũng bắt đầu tham gia sản xuất một số dự án phim điện ảnh, phim truyền hình và chương trình truyền hình. Kể từ đó đến năm 2012, đơn vị đã xây dựng và khai thác nhiều phim trường tại Thành phố Hồ Chí Minh, bao gồm HK1, HK3, HK8 và HK9, phục vụ các đoàn làm phim trong nước lẫn quốc tế.

### 2017: Hợp tác với CJ E&M
Vào ngày 18 tháng 9 năm 2017, công ty CJ E&M Việt Nam (nay thành CJ ENM)  hợp tác với HKFilm để thành lập công ty liên doanh mang tên CJ HK Entertainment, với mục tiêu chính là phát triển các dự án điện ảnh nội địa. Trong mô hình hợp tác này, HKFilm đảm nhận vai trò đơn vị sản xuất.

## Danh sách phim

### Phim điện ảnh
| Năm  | Tựa đề                              | Đạo diễn                         | Phát hành           | Đồng sản xuất                                                                                 | Ghi chú |
| ---- | ----------------------------------- | -------------------------------- | ------------------- | --------------------------------------------------------------------------------------------- | ------- |
| 2008 | Nụ hôn thần chết                    | Nguyễn Quang Dũng                |                     |                                                                                               |         |
| 2009 | Giải cứu thần chết                  | Nguyễn Quang Dũng                |                     |                                                                                               |         |
| 2011 | Tháng năm rực rỡ                    | Nguyễn Quang Dũng                |                     |                                                                                               |         |
| 2011 | Hot boy nổi loạn                    | Vũ Ngọc Đãng                     |                     |                                                                                               |         |
| 2011 | Yêu đi, đừng sợ!                    | Stephane Gauger                  |                     | CJ Entertainment                                                                              |         |
| 2011 | Giữa hai thế giới                   | Vũ Thái Hòa                      |                     |                                                                                               |         |
| 2011 | Cô dâu đại chiến                    | Victor Vũ                        |                     |                                                                                               |         |
| 2012 | Lời nguyền huyết ngải               | Bùi Thạc Chuyên                  | Galaxy Studio       |                                                                                               |         |
| 2012 | Nàng men chàng bóng                 | Võ Tấn Bình                      |                     |                                                                                               |         |
| 2013 | Âm mưu giày gót nhọn                | Trần Hàm                         |                     |                                                                                               |         |
| 2013 | Mỹ nhân kế                          | Nguyễn Quang Dũng                |                     |                                                                                               |         |
| 2013 | Bay vào cõi mộng                    | Nguyễn Phương Điền               |                     |                                                                                               |         |
| 2015 | Em là bà nội của anh                | Phan Gia Nhật Linh               |                     |                                                                                               |         |
| 2016 | Cô hầu gái                          | Derek Nguyen                     | CJ CGV              | CJ Entertainment                                                                              |         |
| 2017 | Em chưa 18                          | Lê Thanh Sơn                     |                     |                                                                                               |         |
| 2018 | Thạch Thảo                          | Mai Thế Hiệp                     |                     |                                                                                               |         |
| 2019 | Thưa mẹ con đi                      | Trịnh Đình Lê Minh               | CJ CGV              | CJ HK Entertainment                                                                           |         |
| 2019 | Ròm                                 | Trần Thanh Huy                   | CJ CGV              | CJ HK Entertainment, Red Ruby, East Films                                                     |         |
| 2020 | Tiệc trăng máu                      | Nguyễn Quang Dũng                |                     |                                                                                               |         |
| 2020 | Người lắng nghe: Lời thì thầm       | Khoa Nguyễn                      | Lotte Entertainment |                                                                                               |         |
| 2021 | Bố già                              | Trấn Thành; Vũ Ngọc Đãng         | Galaxy Studio       | Trấn Thành Town, Galaxy Studio                                                                |         |
| 2022 | Đảo độc đắc – Tử mẫu Thiên linh cái | Lê Bình Giang                    |                     |                                                                                               |         |
| 2023 | Fanti                               | Andy Nguyễn                      | Lotte Entertainment | Red Ruby, Anh Tễu Studio, Lotte Entertainment                                                 |         |
| 2023 | Đất rừng phương Nam                 | Nguyễn Quang Dũng                | Galaxy Studio       | Trấn Thành Town, KIM Entertainment, Hana Entertainment                                        |         |
| 2024 | Mai                                 | Trấn Thành                       | CJ CGV              | Trấn Thành Town, CJ HK Entertainment                                                          |         |
| 2024 | Móng vuốt                           | Lê Thanh Sơn                     | Lotte Entertainment | Kim Entertainment, Lotte Entertainment                                                        |         |
| 2024 | Ngày xưa có một chuyện tình         | Trịnh Đình Lê Minh               | CJ CGV              | CJ HK Entertainment, Anh Tễu Studio, SATE, V Pictures                                         |         |
| 2025 | Bộ tứ báo thủ                       | Trấn Thành                       | Galaxy Studio       | Trấn Thành Town                                                                               |         |
| 2025 | Yêu nhầm bạn thân                   | Nguyễn Quang Dũng, Diệp Thế Vinh | Galaxy Studio       | Trấn Thành Town, KAT House                                                                    |         |
| 2025 | Địa đạo: Mặt trời trong bóng tối    | Bùi Thạc Chuyên                  | Galaxy Studio       | Galaxy Play, Galaxy EE, PV2 Investment JSC, Toka Studio                                       |         |
| 2025 | Dưới đáy hồ                         | Trần Hữu Tấn                     | CJ CGV              | ProductionQ - Creative House                                                                  |         |
| 2025 | Điều ước cuối cùng                  | Đoàn Sĩ Nguyên                   | CJ CGV              | RunUp Vietnam, Next Entertainment World, Clip-K Studios                                       |         |
| 2025 | Mang mẹ đi bỏ                       | Mo Hong-jin                      | CJ CGV              | CJ HK Entertainment, Anh Tễu Studio, Sate Entertainment, Motive Pictures                      |         |
| 2025 | Chốt đơn                            | Bảo Nhân, Namcito                | Galaxy Studio       |                                                                                               |         |
| 2025 | Tử chiến trên không                 | Lê Nhật Quang                    | Galaxy Studio       | Điện ảnh Công an nhân dân, Galaxy EE, Galaxy Play, PV2 Investment JSC, Toka Studio, KAT House |         |

### Phim truyền hình
| Năm  | Tựa đề         | Đạo diễn        | Phát sóng | Ghi chú |
| ---- | -------------- | --------------- | --------- | ------- |
| 2008 | Gia tài bác sĩ | Nguyễn Minh Cao | HTV9      |         |
|      |                |                 |           |         |
|      |                |                 |           |         |